# Juan DeBiedma
Juan Manuel DeBiedma (* 21. Juni 1993), hauptsächlich bekannt als Hungrybox oder verkürzt HBox, ist ein argentinisch-US-amerikanischer E-Sport-Profi in verschiedenen Spielen der Super-Smash-Bros.-Reihe. Als einer der sogenannten fünf Götter von Melee zusammen mit Jason Zimmerman (Mew2King oder M2K), Joseph Marquez (Mango), Adam Lindgren (Armada) und Kevin Nanney (Dr. PeePee oder PPMD) hat DeBiedma mehrere große Turniere gewonnen, darunter Apex 2010 und Evo 2016. (Als Götter werden allgemein in einer Disziplin die Personen zusammengefasst, deren Leistung sich so weit von den übrigen Wettbewerbern abhebt, dass sie bei Teilnahme an einem Turnier den Sieg in den allermeisten Fällen unter sich ausmachen, aber die Rangfolge untereinander nicht eindeutig ist oder häufigen Wechseln unterliegt.) DeBiedma gilt weithin als der beste Pummeluff-Spieler und ist seit Beginn der offiziellen Rangliste im Jahr 2013 kontinuierlich unter den besten fünf Spielern der Welt platziert. Joseph Marquez spielte in der Vergangenheit ebenfalls Pummeluff. Seit Adam Lindgren 2015 neben Peach auch Fox spielt, ist er der einzige der fünf Götter, der über seine gesamte Melee- und Project-M-Karriere ausschließlich einen Character verwendet.
DeBiedma hält mit 29.315,30 Dollar beim Smash Summit 5 im November 2017 den Rekord für das höchste Preisgeld, das in einem einzelnen Melee-Turnier gewonnen wurde, und hat insgesamt mehr Preisgeld für Melee gewonnen als jeder andere Spieler. DeBiedma spielte in der Vergangenheit auch Project M und Super Smash Bros. for Wii U, wobei er hauptsächlich Pummeluff im ersteren und Mario im letzteren spielte. Seit der Veröffentlichung von Super Smash Bros. Ultimate nimmt er mit Pummeluff an Ultimate-Turnieren teil. Er ist Mitglied des E-Sport-Clans Team Liquid.

## Karriere
Hungrybox behauptet, dass er „mit Gimmicks gut geworden“ ist und dass seine Hände nicht schnell genug für technisches Geschick sind. 2009 belegte DeBiedma den dritten Platz bei Genesis 1, seine erste hohe Platzierung bei einem großen Melee-Turnier. Später in demselben Jahr gewann er sein erstes Turnier bei Revival of Melee 2. Hungrybox erzielte weiterhin gute Platzierungen in Turnieren, bei denen er oft unter den Plätzen 2 und 5 landete. 2014 rangierte er bei neun Melee-Turnieren unter den ersten drei Plätzen, darunter ein Sieg bei Fight Pitt V und der zweite Platz bei Evo 2014. 2015 errang DeBiedma bei Paragon seinen ersten nationalen Sieg in diesem Jahr, nachdem er Jason Zimmerman im Finale mühelos besiegt hatte.
Am 3. Juli 2013 wurde DeBiedma an der Seite von Aziz Al-Yami (Hax) von CLASH Tournaments aufgenommen. Am 17. April 2014 verließ DeBiedma CLASH Tournaments und schloss sich Team Curse an. Am 6. Januar 2015 gab Team Curse bekannt, dass sie mit Team Liquid fusionieren wollten. Aufgrund der Fusion wurde DeBiedma zusammen mit seinem Teamkollegen Kaschan Khan von Team Liquid übernommen und schloss sich Ken und der KoreanDJ an. Aufgrund der Fusion wurde DeBiedma zusammen mit seinem Teamkollegen Kaschan Khan (Chillin) von Team Liquid übernommen und schloss sich Ken Hoang und der KoreanDJ an.
Im August 2015 verkündete DeBiedma, dass er mit dem Beginn seiner Karriere als Ingenieur als Spieler weniger aktiv werden würde. Paragon Los Angeles war sein nächstes Turnier nach Evo. Er wurde dritter, nachdem er von Mew2King mit 3:2 besiegt wurde. Im größten Project-M-Turnier der Geschichte wurde Hungrybox vierter, ebenfalls nach einer Niederlage gegen Mew2King. Im Oktober gewann Hungrybox das MLG World Finals Melee im Einzelkampf, nachdem er Mew2King in der Endrunde mit 3:1 besiegt und das Turnier gewonnen hatte. Im November gewann Hungrybox das Dreamhack Winter 2015 Melee, nachdem es Armada im zweiten Satz der Endrunde mit 3:1 geschlagen hatte, nachdem es im ersten Satz der Endrunde mit 3:0 verloren hatte, und gewann das 2-gegen-2-Turnier zusammen mit Axe mit einem 3:1-Sieg über Shroomed und MacD in der Endrunde.
Mit dem Sieg über Armada wurde er SSBM-Champion bei der Evo 2016. DeBiedma wurde in die Verlierergruppe geschickt (zu Gewinner- und Verlierergruppe siehe Double knock-out; praktisch alle Smash-Turniere verwenden Double-knock-out als Turnierform), nachdem er im Halbfinale der Siegergruppe Justin McGrath (Plup) unterlag, konnte sich aber nach dem Ausscheiden von S2J, Mango und Plup gegen Armada in die Endrunde zurückkämpfen. Dort schlug er Armada, der mit dem Charakter Fox antrat, in zwei Best-of-five-Sätzen, die er beide mit 3:2 für sich entschied.

## Privatleben
DeBiedma wurde am 21. Juni 1993 in Argentinien geboren. Er absolvierte 2011 die Freedom High School in Orlando und schloss 2015 an der University of Florida mit einem Bachelor-Abschluss in Chemieingenieurwesen ab. Im Jahr 2015 begann er als Prozessingenieur bei WestRock zu arbeiten. Im Jahr 2016 kündigte DeBiedma bei WestRock, nachdem er im Smash-Turnier The Big House 6 unterdurchschnittlich abgeschnitten hatte, um seine E-Sport-Karriere vollzeit zu verfolgen. Im März 2018 kehrte er jedoch still und leise an einem nicht genannten Ort in die Belegschaft zurück. Im Juni 2019, nachdem er zum vierten Mal bei Community Effort Orlando gewonnen hatte, kündigte er an, dass er die Firma wieder verlassen würde, um sich ganz dem E-Sport zu widmen.
Am 15. August 2017 erhielt DeBiedma die Staatsbürgerschaft der Vereinigten Staaten.

## Bedeutende Turniererfolge

### Super Smash Bros Melee
| Turnier                           | Zeitraum                       | 1-gegen-1            | 2-gegen-2 | Partner         |
| --------------------------------- | ------------------------------ | -------------------- | --------- | --------------- |
| Revival of Melee                  | 7. und 8. März 2009            | 7.                   | 4.        | Colbol          |
| GENESIS                           | 10.–12. Juli 2009              | Bronze               | 13.       | Hax             |
| Revival of Melee 2                | 21. und 22. November 2009      | Gold                 | 4.        | Cactuar         |
| Pound 4                           | 16.–18. Januar 2010            | Silber               | 17.       | Uuaa            |
| Apex 2010                         | 6.–8. August 2010              | Gold                 | 4.        | Hax             |
| Revival of Melee 3                | 20. und 21. November 2010      | 5.                   | Silber    | Hax             |
| Pound V                           | 19.–21. Februar 2011           | Bronze               | Bronze    | Hax             |
| GENESIS 2                         | 15.–17. Juli 2011              | 4.                   | Silber    | Hax             |
| Apex 2012                         | 6.–8. Januar 2012              | Silber               | Silber    | Plup            |
| Zenith 2012                       | 26. und 27. Mai 2012           | 4.                   | Bronze    | Hax             |
| IMPULSE                           | 30. Juni und 1. Juli 2012      | Bronze               | Silber    | Kage            |
| MELEE-FC10R Legacy                | 12.–14. August 2012            | Silber               | Silber    | Chillin         |
| The Big House 2                   | 6. und 7. Oktober 2012         | Silber               | Silber    | Chillin         |
| Apex 2013                         | 11.–13. Januar 2013            | 5.                   | Silber    | Plup            |
| Zenith 2013                       | 1. und 2. Juni 2013            | Silber               | Silber    | DoH             |
| Evo 2013                          | 12.–14. Juli 2013              | Bronze               | Gold      | Mew2King        |
| The Big House 3                   | 12. und 13. Oktober 2013       | Silber               | Gold      | Mew2King        |
| Revival of Melee 6                | 16. und 17. November 2013      | Silber               | Gold      | Mew2King        |
| Apex 2014                         | 17.–19. Januar 2014            | 5.                   | Bronze    | Plup            |
| Shuffle V                         | 22. und 23. Februar 2014       | Silber               | Gold      | Mew2King        |
| Revival of Melee 7                | 8. und 9. März 2014            | Bronze               | Silber    | Darc            |
| CEO 2014 Prologue                 | 28. und 29. März 2014          | Gold                 | —         | —               |
| Get On My Level 2014              | 10. und 11. Mai 2014           | Silber               | Gold      | Mew2King        |
| Pat's House 2                     | 24. und 25. Mai 2014           | Silber               | Gold      | Mew2King        |
| MLG Anaheim 2014                  | 20.–22. Juni 2014              | 7.                   | 5.        | Plup            |
| CEO 2014                          | 27.–29. Juni 2014              | Bronze               | Silber    | Plup            |
| Evo 2014                          | 11.–13. Juli 2014              | Silber               | Gold      | Plup            |
| Smash the Record                  | 22.–25. August 2014            | Gold                 | Gold      | Plup            |
| Tipped Off 10                     | 20. und 21. September 2014     | Gold                 | Gold      | Plup            |
| The Big House 4                   | 4. und 5. Oktober 2014         | 9.                   | Silber    | Plup            |
| Fight Pitt V                      | 1. und 2. November 2014        | Gold                 | Gold      | Colbol          |
| Forte 2                           | 20. und 21. Dezember 2014      | Gold                 | Silber    | Arc             |
| Paragon 2015                      | 17.–18. Januar 2015            | Gold                 | Gold      | Plup            |
| Apex 2015                         | 30. Januar und 1. Februar 2015 | 5.                   | Gold      | Mew2King        |
| Bad Moon Rising                   | 14. und 15. März 2015          | Gold                 | Gold      | DoH             |
| MVG Sandstorm                     | 18. und 19. April 2015         | 4.                   | Bronze    | Silly Kyle      |
| Press Start                       | 9. und 10. Mai 2015            | 4.                   | Gold      | Mew2King        |
| Get On My Level 2015              | 30. und 31. Mai 2015           | Gold                 | Gold      | Hax             |
| CEO 2015                          | 26.–28. Juni 2015              | 5.                   | Silber    | Leffen          |
| Evo 2015                          | 17.–19. Juli 2015              | Silber               | Bronze    | Plup            |
| Paragon Los Angeles               | 5. und 6. September 2015       | Bronze               | —         | —               |
| MLG World Finals 2015             | 16.–18. Oktober 2015           | Gold                 | —         | —               |
| Dreamhack Winter 2015             | 26.–28. November 2015          | Gold                 | Gold      | Axe             |
| GENESIS 3                         | 15.–17. Januar 2016            | Bronze               | 4.        | Axe             |
| PAX Arena                         | 29.–31. Januar 2016            | Gold                 | Silber    | Mew2King        |
| Battle of the Five Gods           | 17.–19. März 2016              | Gold                 | —         | —               |
| Pound 6                           | 2. und 3. April 2016           | Gold                 | —         | —               |
| Smash Summit 2                    | 21.–24. April 2016             | Silber               | Silber    | Plup            |
| Enthusiast Gaming Live Expo       | 29. April – 1. Mai 2016        | Gold                 | Silber    | Leffen          |
| DreamHack Austin 2016             | 6.–8. Mai 2016                 | Silber               | —         | —               |
| Get On My Level 2016              | 20.–22. Mai 2016               | Bronze               | Bronze    | Leffen          |
| Smash ’N’ Splash 2                | 11. und 12. Juni 2016          | Gold                 | 5.        | Wobbles         |
| Low Tier City 4                   | 18. und 19. Juni 2016          | Gold                 | Silber    | ESAM            |
| CEO 2016                          | 24. und 25. Juni 2016          | Gold                 | Gold      | Mew2King        |
| WTFox 2                           | 1.–3. Juli 2016                | 5.                   | 4.        | Iori            |
| Evo 2016                          | 15.–17. Juli 2016              | Gold                 | Silber    | Mew2King        |
| Super Smash Con 2016              | 11.–14. August 2016            | Silber               | —         | —               |
| Shine 2016                        | 26.–28. August 2016            | 4.                   | —         | —               |
| The Big House 6                   | 7.–9. Oktober 2016             | 5.                   | 5.        | Mew2King        |
| Canada Cup 2016                   | 28.–30. Oktober 2016           | Silber               | —         | —               |
| Smash Summit 3                    | 3.–6. November 2016            | Silber               | 5.        | Plup            |
| UGC Open                          | 2.–4. Dezember 2016            | Bronze               | 4.        | Mew2King        |
| Don't Park On The Grass           | 17.–18. Dezember 2016          | Silber               | Bronze    | Swedish Delight |
| GENESIS 4                         | 20.–22. Januar 2017            | 4.                   | 5.        | Mew2King        |
| Smash Summit Spring 2017          | 2.–5. März 2017                | Silber               | 5.        | Axe             |
| Smash Rivalries                   | 8. und 9. April 2017           | Gold                 | Silber    | Mew2King        |
| Smash ’N’ Splash 3                | 2.–4. Juni 2017                | Gold                 | 7.        | Professor Pro   |
| CEO 2017                          | 16.–18. Juni 2017              | Gold                 | —         | —               |
| Game Tyrant Expo 2017             | 2.–4. Juni 2017                | Gold                 | 4.        | Chudat          |
| The Big House 7                   | 6.–8. Oktober 2017             | Gold                 | 4.        | Chudat          |
| Smash Summit 5                    | 2.–5. November 2017            | Gold                 | 5.        | Wizzrobe        |
| Smash Summit 6                    | 3.–6. Mai 2018                 | 4.                   | 4.        | 2Saint          |
| Smash ’N’ Splash 4                | 1.–3. Juni 2018                | Silber               | —         | —               |
| Evo 2018                          | 3.–5. August 2018              | 4.                   | —         | —               |
| Super Smash Con 2018              | 9.–12. August 2018             | Bronze               | Bronze    | Mew2King        |
| Shine 2018                        | 24.–26. August 2018            | Silber               | 4.        | Chudat          |
| DreamHack Montreal 2018           | 7.–9. September 2018           | Gold                 | —         | —               |
| The Big House 8                   | 5.–7. Oktober 2018             | Gold                 | Silber    | Chudat          |
| Canada Cup 2018                   | 26.–28. Oktober 2018           | Gold                 | —         | —               |
| Game Tyrant Expo 2018             | 2.–4. November 2018            | Gold                 | —         | —               |
| Pound 2019                        | 19.–21. April 2019             | Gold                 | Bronze    | Chudat          |
| Smash Summit 8                    | 15. Juni 2019                  | 5.                   | Bronze    | iBDW            |
| The Big House 9                   | 4.–6. Oktober 2019             | 5.                   | —         | —               |
| EGLX 2019: Rising Stars           | 20. Oktober 2019               | Gold                 | Gold      | Mew2King        |
| GENESIS: BLACK (als Genghis Juan) | 9. und 10. November 2019       | 7. mit Fox und Shiek | —         | —               |
| Mango's Birthday Bash             | 8. Dezember 2019               | Silber               | —         | —               |
| GENESIS 7                         | 26. Januar 2020                | Silber               | 5.        | Zain            |
| Smash Summit 9                    | 13.–16. Februar 2020           | Gold                 | —         | —               |

| Turnier                   | Zeitraum                | 1-gegen-1 | 2-gegen-2 | Partner   |
| ------------------------- | ----------------------- | --------- | --------- | --------- |
| Pound 2016                | 2.–3. April 2016        | Gold      | Gold      | Plup      |
| DreamHack Winter 2016     | 24.–27. November 2016   | Silber    | —         | —         |
| DreamHack Austin 2017     | 28.–30. April 2017      | Gold      | 5.        | ESAM      |
| DreamHack Atlanta 2017    | 21.–23. Juli 2017       | Silber    | Bronze    | Crunch    |
| Get On My Level 2017      | 28.–30. Juli 2017       | Silber    | Bronze    | Westballz |
| Super Smash Con 2017      | 10.–13. August 2017     | 4.        | —         | —         |
| Shine 2017                | 25.–27. August 2017     | Gold      | —         | —         |
| DreamHack Denver 2017     | 20.–22. Oktober 2017    | Gold      | Gold      | ChuDat    |
| Get On My Level 2018      | 18.–20. Mai 2018        | Gold      | —         | —         |
| CEO 2018                  | 29. Juni – 1. Juli 2018 | Gold      | Silber    | mayb      |
| Pound 2019                | 19.–21. April 2019      | Gold      | Bronze    | ChuDat    |
| Get On My Level 2019      | 17.–19. Mai 2019        | 5.        | —         | —         |
| CEO 2019                  | 28.–30. Juni 2019       | Gold      | —         | —         |
| Evo 2019 Melee Side Event | 3. August 2019          | Gold      | —         | —         |
| Super Smash Con 2019      | 8.–11. August 2019      | Silber    | Bronze    | ChuDat    |
| Shine 2019                | 23.–25. August 2019     | Gold      | —         | —         |
| DreamHack Montreal 2019   | 6.–8. September 2019    | Gold      | —         | —         |
| CEO Dreamland 2020        | 13.–15. März 2020       | Gold      | Gold      | mayb      |
| Smash Summit 10 Online    | 19.–22. November 2020   | 7.        | —         | —         |
| Smash Summit 11           | 15.–18. Juli 2021       | Bronze    | —         | —         |
| Smash Summit 12           | 9.–12. Dezember 2021    | 7.        | —         | —         |
| GENESIS 8                 | 15.–17. April 2022      | 5.        | —         | —         |
| Pound 2022                | 22.–24. April 2022      | Silber    | —         | —         |
| Smash Summit 13           | 12.–15. Mai 2022        | Bronze    | —         | —         |
| CEO 2022                  | 24.–26. Juni 2022       | 5.        | —         | —         |
| Get On My Level 2022      | 1.–3. Juli 2022         | Gold      | —         | —         |
| Super Smash Con 2022      | 11.–14. August 2022     | Silber    | —         | —         |
| Shine 2022                | 26.–28. August 2022     | Bronze    | —         | —         |
| The Big House 10          | 7.–9. Oktober 2022      | 5.        | —         | —         |
| Smash Summit 14           | 3.–6. November 2022     | 4.        | —         | —         |
| Apex 2022                 | 18.–20. November 2022   | Bronze    | —         | —         |
| GENESIS 9                 | 20.–22. Januar 2023     | 5.        | Gold      | Plup      |
| DreamHack Dallas 2023     | 2.–4. Juni 2023         | Gold      | —         | —         |
| CEO 2023                  | 23.–25. Juni 2023       | Bronze    | —         | —         |
| Get On My Level 2023      | 21.–23. Juli 2023       | 5.        | —         | —         |
| Super Smash Con 2023      | 10.–13. August 2023     | Silber    | —         | —         |
| The Big House 11          | 20.–22. Oktober 2023    | 7.        | —         | —         |
| GENESIS X                 | 16.–18. Februar 2024    | 7.        | Silber    | Zamu      |
| GENESIS X2                | 14.–16. Februar 2025    | Gold      | 5.        | Plup      |
| Battle of BC 7            | 28.–30. März 2025       | Bronze    | 4.        | Agent     |

### Project M
| Turnier             | Zeitraum                   | 1-gegen-1 | 2-gegen-2 | Partner    |
| ------------------- | -------------------------- | --------- | --------- | ---------- |
| Zenith 2012         | 26. und 27. Mai 2012       | Gold      | —         | —          |
| MELEE-FC10R Legacy  | 12.–14. August 2012        | Gold      | Silber    | Kage       |
| Zenith 2013         | 1. und 2. Juni 2013        | Silber    | —         | —          |
| The Big House 3     | 12. und 13. Oktober 2013   | 7.        | Gold      | Mew2King   |
| Apex 2014           | 17.–19. Januar 2014        | 25.       | —         | —          |
| Shuffle V           | 22. und 23. Februar 2014   | Silber    | Bronze    | Nintendude |
| CEO 2014 Prologue   | 28. und 29. März 2014      | 5.        | —         | —          |
| CEO 2014            | 27.–29. Juni 2014          | 9.        | 4.        | Armada     |
| Tipped Off 10       | 20. und 21. September 2014 | 9.        | Bronze    | Mew2King   |
| The Big House 4     | 4. und 5. Oktober 2014     | 13.       | —         | —          |
| Forte 2             | 20. und 21. Dezember 2014  | Gold      | —         | —          |
| Paragon 2015        | 17.–18. Januar 2015        | Bronze    | —         | —          |
| Paragon Los Angeles | 5. und 6. September 2015   | 4.        | 1.–6.     | Oracle     |
| Smash ’N’ Splash 2  | 11. und 12. Juni 2016      | 33.       | 5.        | Westballz  |
| Low Tier City 4     | 18. und 19. Juni 2016      | —         | 5.        | MrLz       |
| WTFox 2             | 1.–3. Juli 2016            | Gold      | Gold      | Mew2King   |

### Super Smash Bros. for Wii U
| Turnier                        | Zeitraum            | 1-gegen-1 | 2-gegen-2 | Partner |
| ------------------------------ | ------------------- | --------- | --------- | ------- |
| Super Smash Bros. Invitational | 10. Juni 2014       | Silber    | —         | —       |
| CEO 2015                       | 26.–28. Juni 2015   | 97.       | Bronze    | ZeRo    |
| FC Smash 15XR: Return          | 4. und 5. Juli 2015 | 17.       | Silber    | ZeRo    |
| WTFox 2                        | 1.–3. Juli 2016     | 25.       | —         | —       |

### Super Smash Bros. for 3DS
| Turnier       | Zeitraum                   | 1-gegen-1 | 2-gegen-2 | Partner |
| ------------- | -------------------------- | --------- | --------- | ------- |
| Tipped Off 10 | 20. und 21. September 2014 | Bronze    | —         | —       |
| Fight Pitt V  | 1. und 2. November 2014    | 4.        | —         | —       |

## Media
Am 26. Januar 2020 veröffentlichte der YouTuber EmpLemon eine Dokumentation über Hungrybox als fünften Teil seiner Never-Ever-Serie mit dem Titel [T]here will Never Ever be another Melee player like Hungrybox (deutsch etwa: „Niemals wieder wird es einen Melee-Spieler wie Hungybox geben“).

“It is my personal belief that human beings are naturally meant to persevere. No matter what happens, as long as we simply make the decision not to give up, it simply does get better if you believe it will. There are certain experiences that even thinking about – the act of thinking about it – sets you back, maybe all the way back to all the work you’ve done – just by thinking about it. But that’s not the point. The point is you need to focus on the fact that you overcame it and if you’re going through it, focus on the fact that you are choosing to overcome it. You’re pushing through, that’s more than anyone can ask of you.”

„Es ist meine persönliche Überzeugung, dass der Mensch von Natur aus zum Durchhalten bestimmt ist. Egal, was passiert, solange wir uns einfach entscheiden, nicht aufzugeben, wird es besser werden, wenn man daran glaubt. Es gibt bestimmte Erfahrungen, bei denen schon das Nachdenken darüber – der Akt des Nachdenkens – einen schon zurückwirft, vielleicht sogar zurück bis vor all der Arbeit, die man getan hat – nur indem man darüber nachdenkt. Aber das ist nicht der springende Punkt. Es geht darum, dass man sich auf die Tatsache konzentrieren muss, dass man etwas überwunden hat, und wenn man etwas überwindet, muss man sich auf die Tatsache konzentrieren, dass man sich dafür entscheidet, es zu überwinden. Wenn man etwas durchzieht, dann ist das mehr, als irgendjemand von einem verlangen kann.“